# أندرو رايس
أندرو رايس (بالإنجليزية: Andrew Rice) هو سياسي أمريكي، ولد في 23 أبريل 1973 بأوكلاهوما سيتي في الولايات المتحدة. حزبياً، نشط في الحزب الديمقراطي. وقد انتخب عضو مجلس ولاية أوكلاهوما.